# Axinotoma maynei
Axinotoma maynei – gatunek chrząszcza z rodziny biegaczowatych i podrodziny Harpalinae.
Gatunek ten został opisany w 1936 roku przez Louisa Burgeona.
Chrząszcz o ciele długości od 9 do 11 mm. Ostatni człon głaszczków wargowych smukły, zwężony ku wierzchołkowi. Pokrywy jednobarwne z międzyrzędami wypukłymi. Edeagus o środkowym płacie z dyskiem apikalnym.
Gatunek afrotropikalny, znany z Gwinei, Sierra Leone, Wybrzeża Kości Słoniowej, Nigerii, Kamerunu, Gabonu, Republiki Środkowoafrykańskiej i Demokratycznej Republiki Konga.